# Metachelifer macrotuberculatus
Espèce
Synonymes
- Dactylochelifer macrotuberculatus Krumpál, 1987

Metachelifer macrotuberculatus est une espèce de pseudoscorpions de la famille des Cheliferidae.

## Distribution
Cette espèce est endémique du Népal. Elle se rencontre vers Ghusa.

## Description
Le mâle holotype mesure 2,56 mm et les femelles de 3,08 à 3,13 mm

## Publication originale
- Krumpál, 1987 : Ein neuer Dactylochelifer aus Nepal Himalaya (Arachnida, Pseudoscorpiones). Acta Entomologica Bohemoslovaca, vol. 84, no 3, p. 221-226.